# Kiparstvo
Kiparstvo, također skulptura (lat. sculpere = sjeći, rezati) i plastika (grč. plassein = oblikovati) grana je likovne umjetnosti, vrsta likovna izražavanja trodimenzionalnim oblicima i tijelima – skulpturama, umjetnost oblikovanja volumena u prostoru.
Neki teoretičari umjetnosti, npr. Marcel Bačić, strogo razlikuju termine skulptura i plastika. Kod skulpture praktično se radi o oduzimanju materijala od površine umjetničkog djela, npr. kamena kod klesanja, a kod plastike se radi o modeliranju materijala, npr. gline. Ovo značenje termina već implicira njihova etimologija.
Za razliku od slike koja ima samo dvije dimenzije (visinu i širinu), kip ima i treću – dubinu; kiparsko djelo se može osjetiti, odmjeriti, pa i "pročitati" dodirom ruke, tj. taktilno – opipati. Stoga kiparsko djelo promatramo drukčije nego sliku. Da bi smo ga sagledali u cjelini, valja ga vidjeti sa svih strana. Za razliku od slike koja ima samo jednu kompoziciju, kiparsko djelo sadrži toliko kompozicija, koliko ima kutova gledanja (svakim pomakom motrišta gledanja mijenja se odnos dijelova skulpture prema cjelini).
Kipar je umjetnik koji se bavi kiparstvom. Njegov zadatak je da oblikuje (modelira) materijal s kojime radi, kao što su glina, kamen i sl. Kiparstvo je umjetnost trodimenzionalnosti, stoga se naziva i prostorno-plastičko oblikovanje.
Kakve će oblike kipar stvarati ovisi o materijalu koji može biti savitljiv i rastezljiv – kao što su glina, plastelin, vosak, koji dopuštaju da se obliku dodaje i oduzima, dok primjerice drvo, kamen ili bjelokost, zbog krutosti građe, omogućuju samo oduzimanje. 
Javni kipovi, sakralni i profani, podizani su svecima i ljudima, pobjedama i porazima, znanstvenicima i vojskovođama, umjetnicima i državnicima, običnim ljudima, u spomen na različita zbivanja i pojave. (Npr. Požega i Osijek – "kužni pilovi", Zagreb – "brončani Šenoa", "Matoš na klupi" …).
Uz to, kiparstvo se služi nebrojenim materijalima, ali su sva klasična kiparska djela oblikovana u drvu, kamenu, mramoru ili bronci. Svakom materijalu odgovara neka kiparska tehnika.

## Kiparske tehnike
Dva su osnovna načina kako nastaju kiparski oblici: modeliranjem i klesanjem (tesanjem).
Modeliranje je npr. kada kipar bezobličnu masu gline modelira (oblikuje) rukom, pritiskivanjem ili razvlačenjem, dodavanjem ili oduzimanjem. Kada se glina osuši ili ispeče, skulptura se stvrdne i dobiva konačni oblik koji se može umnožiti (npr. u bronci) ako po njemu napravimo kalup. Modelirati kipar može i u nizu drugih tvari: papiru, kartonu, metalnom limu, sintetičkim materijalima, staklu (lijevanjem), čeliku i dr.
Klesanje ili tesanje podrazumijeva da se iz većeg volumena građe – drva, kamena, mramora, gipsa – odlamanjem, odsijecanjem, ili klesanjem oblikuje manja željena forma. 
Aristotel: "… kao da je oblik bio zarobljen, utopljen u masu, a kipar ga je oslobodio odstranjujući suvišnu, vanjsku oblogu …"

## Podjela skulptura
Kiparska ili skulpturalna djela dijele se na:
- punu plastiku
- reljef – visoki, niski, udubljeni

Kip je cjelovit volumen, obrađen sa svih strana koji se promatra iz svih 360 stupnjeva; a reljef je volumen koji je obrađen samo s prednje strane, pa ga se promatra samo iz jednog motrišta, kao sliku. 
Reljef može biti plitak, dubok (tj. nizak ili visok) i udubljen (uleknuti). On je na pola puta između slikarstva i kiparstva. Neki kažu da su to kipovi pritisnuti na plohu, dok drugi govore kako su to zapravo slike koje izlaze u prostor.

## Povijest kiparstva
Početke kiparstva nalazimo u paleolitiku, ali velik napredak od običnog modeliranja do klesanja dogodio se u 3. tisućljeću prije Krista u Mezopotamiji i Egiptu.
Prvu slobodnostojeću figuru ljudskog tijela stvorili su stari Grci koji su ustanovili i pravila i tehnike kiparstva antike. Najbolja rimska ostvarenja su portreti. U srednjem vijeku se radi pretežito dekorativne reljefe na crkvama. Renesansa oslobađa kip arhitektonskog okvira i često prikazuje akt u punoj plastičnosti. Barok unosi u kiparstvo uzbuđenje, nemir i patetičnost. U razdoblju rokokoa dolazi do razvoja male plastike u porculanu. Klasicizam se vraća na antičke uzore, a impresionizam nastoji fiksirati trenutačne vizualne impresije uzbuđenja i strasti. Ekspresionizam upotrebljava stilizaciju oblika kao izraz duševnih stanja. Apstraktna skulptura se odriče konkretnih oblika i predmetnim asocijacijama.
U drugoj polovici 20. stoljeća kiparstvo poseže za figuralnim temama, često se napuštaju klasični kiparski materijali i upotrebljavaju se sintetske mase, pleksiglas, željezo i dr.

## Kiparski elementi
Osnovni likovni elementi u kiparstvu su volumen (oblik) i prostor, s obzirom na to da kipar pri oblikovanju skulpture automatski oblikuje i prostor. Drugi likovni elementi koje kipar može koristiti i različito kombinirati su crta, ploha (likovna umjetnost), boja i površina.
Oblikovanjem volumena kiparstvo se služi svim izražajnim sredstvima likovnih umjetnosti: kompozicijom, svjetlošću-sjenom, oblikovanjem i bojom. 
Osnovno izražajno sredstvo kiparstva je volumen. Sve se može izraziti volumenom. Npr. kroz jedan te isti motiv, ljudskog tijela, umjetnik može iskazati potpuno različite stvari. Primjeri takvih kipova su: brončani kip Kourosa (Atena) i mramorni kip božice pobjede Nike s otoka Samotrake (Louvre). 
- Kuros – uspravan, nepomičan, simetričan, ispružena noga – jedina pokrenutost lika.
- Nika – tijelo nagnuto naprijed, sve je u pokretu, lijeva noga zabačena unatrag, koso položeno tijelo, krila se prostiru unatrag, haljina se pripija uz tijelo i vijori sa strana.

Oba kipa su antički grčki kipovi, ali prvi pripada arhajskom razdoblju grčke kulture – vrijeme smirena i suzdržanog početka razvoja grčke kulture, a drugi odražava helenističko razdoblje – vrhunac grčke kulture, njezin pokret i snagu, a istodobno nemir i napetost društva kojemu su dani odbrojani. 
Dakle, ova dva kipa pokazuju raznolikost i izražajnu snagu koja se krije u kiparstvu, umjetnosti oblikovanja volumena, te nas uvode u govor oblika u kojemu se svaka misao ili osjećaj mogu izreći oblikovanjem tvari. 
U načinu oblikovanja volumena moguć je velik raspon: od ponavljanja prirodnih oblika, preko njihove stilizacije do sasvim novih, apstraktnih oblika. Pogledajmo samo proces stilizacije ljudske glave od prethistorijske figurice, preko rimskog portreta, i Brancusijeve "Usnule muze" do apstraktne forme. Način oblikovanja mijenja se i razvija vremenom: od naturalizma (rimski portret), do idealizacije (gotička Bogorodica), zatvorenosti renesansne skulpture ili uznemirenost barokne skulpture, do rastvorenih i pokrenutih oblika moderne skulpture (Zadkine, "Razoreni grad") ili potpuno istanjenih skulptura koje se gibaju u prostoru (A.Calder, Mobil).
Volumen može biti jedinstven i zatvoren, ostavljajući prostor potpuno izvan skulpture, ali opet može biti raščlanjen tako da prodire u prostor i stvara dinamičnu kompoziciju volumena i prostora. Nekada je volumen pak prožet prostorom, te tada prostor postaje sastavnim dijelom kompozicije, on se uvlači u samu jezgru volumena; volumen i prostor su izjednačeni – oba i tvore i obavijaju skulpturu. U kiparstvu, naročito u modernoj umjetnosti, takve odnose volumena i prostora nazivamo pozitivnom i negativnom formom. Pozitivna forma je onaj prostor koji skulptura zauzima od cjeline prostora, a negativna forma je okolni prostor, zrak koji se uvlači u skulpturu (skulptura u prostor, prostor u skulpturu).
Skulpture možemo promatrati i kao oblikovanje ploha volumena. Tako skulptura može biti jedinstvena i statična ako joj plohe lagano prelaze jedna u drugu, stvarajući jedva zamjetne sjene, a opet može biti jako dinamična ako se plohe lome i dopuštaju ulazak više prostora između njih i samim time stvarajući tamnije sjene.
Sama površina skulpture može stvarati igru svjetlosti i sjena. Tako ona može biti: savršeno uglačana, hrapava ili veoma neravna. Uglačana površina je oblikovana glatkim, oblim plohama koje stvaraju blage i mekane prijelaze iz svjetla u sjenu, te se tako simulira mekoća organičke, žive tvari. Na hrapavoj površini se svjetlost oštro kida stvarajući jak kontrast svjetla i sjene, naglašavajući grubost i beživotnost materijala.
Linije na skulpturama prepoznajemo kao mjesto spajanja prostora i volumena. One mogu biti čiste i jednostavne, ili pak izlomljene i isprekidane. Na nekim skulpturama, linije su toliko osamostaljene da je isključivo linijama izvedena obrada površine, one postaju crteži u volumenu. No pravi crteži u volumenu su skulpture linijski istanjene mase, tako da se zapravo sastoji jedino od prostornih linija koje uokviruju prostor (kao crte koje uokviruju plohe u klasičnom crtežu).
Boja skulpture najčešće je prirodna boja samog materijala, npr. Bjelina mramora, smeđe-zeleni tonovi bronce i dr. Osim toga, boja može biti i nanesena nakon oblikovanja volumena, bilo da naglasi pojedine dijelove skulpture (da ih raščlani) ili da ih ujedini jedinstvenom bojom.

## Kiparstvo i graditeljstvo
Kiparstvo je prije, sve do sredine 19. stoljeća, bilo više vezano za arhitekturu nego što je postojalo kao slobodna skulptura. Kiparstvo je služilo da pobliže odredi namjenu i značenje građevine. (Npr. knjižnica će imati iznad vrata sovu koja na glavi nosi globus – simbol i zaštitnica mudrosti, a na sudnici će biti božica pravde s vagom i zavezanim očima). Tako su na antičkim hramovima kipovi na zabatima prikazivali one bogove i božice kojima su bili posvećeni, kao što na portalima kršćanskih crkvi prikazuju svece i svetice. 
Graditeljstvo i kiparstvo svojim zajedničkim oblikovanjem izražavaju zajednički duh razdoblja u kojem su nastale. Tako se u Mezopotamiji, gdje se gradilo opekom, pročelja ukrašavala reljefnom ocakljenom i obojenom opekom. U Egiptu je svaka površina građevine bila prekrivena plitkim reljefom, a monumentalnost građevina osiguravali su i divovski kipovi faraona postavljeni ispred hramova.
Kiparska djela su dopunjavala i dovršavala kompoziciju arhitekture, ne kao ukras, nego kao njezin ravnopravan sastavni dio. Ponekad je kiparska sastavnica građevine toliko značajna i naglašena da se zgrada doima tek kao podloga skulpturi. Zapravo postoje tri načina vrednovanja arhitekture i skulpture koja su se smjenjivala tijekom vremena:
1. skladan i uravnotežen odnos arhitekture i skulpture,
2. dominacija arhitekture gdje se skulptura prilagođava kompoziciji i oblikom prostora kojeg nudi arhitektonski okvir,
3. skulptura koja se nameće arhitekturi i izlazi izvan njenih okvira.

1. Skladan ili harmoničan odnos arhitekture i skulpture je npr. u zabatnom trokutu grčkog hrama. Harmonija se iskazuje u tome što se ne nameću jedno drugome, nego svaka sastavnica zadržava svoj smisao i razlog, a ipak se cjelina doima kao da jedno ne može bez drugog: arhitektura savršeno uokviruje kiparsku kompoziciju, a ova se savršeno uklapa u okvir.
2. Podređenost kiparstva arhitekturi nalazimo u romanici. Ovdje je skulptura podređena jer se zbog arhitektonskog okvira (npr. lunete iznad portala katedrale) neprirodno mijenjaju njeni omjeri i proporcije, nastaju deformacije, izobličenja likova. Tako će prikaz "Posljednje večere" imati ogromnog Krista u sredini i sve manje i manje apostole oko njega, iako se nalaze za istim stolom. "Zakonom kadra" se naziva to kada arhitektonski okvir nameće kompoziciju koju skulptura mora pratiti. Npr. istanjeni likovi koji podsjećaju na stupove na gotičkim katedralama.
Ako psihološki objasnimo ove fenomene vidjet ćemo da skulptura koja predstavlja čovjeka svoga vremena. Npr. grčka skulptura je iste veličine i skladna je jer su ljudi živjeli u svojevrsnoj demokraciji gdje su bili svi jednaki, a u srednjem vijeku ljudi su bili neravnopravni (bogati plemići, vlastela i siromašni kmetovi) i postojala je jaka hijerarhija. U renesansi (15. i 16. st.) dolazi opet do oslobađanja pojedinca od društvenih stega i cijeni se pojedinac (individua), tada dolazi i do oslobađanja skulpture od arhitektonskih okvira – tj. sve je veća uloga slobodno stojećih skulptura (javnih spomenika, konjanika …).
3. Podređenost arhitekture skulpturi se javlja u Baroku (17. i 18. st.). Skupine nadnaravno velikih kipova izlaze izvan obrisa arhitekture i svjedoče o zamahu što ga čovjek svojim naporima postiže u društvu i životu (npr. Fontana di Trevi u Rimu, P. Bracci, 1762.). Tako postoje i građevine koje su se srodile s kiparskom formom, i ne možemo reći pripadaju li skulpturi ili arhitekturi. Takvi su "trijumfalni slavoluci" – arhitektura koja ima funkciju kipa, ili Eiffelov toranj, ili Kip slobode koji je kip u kojeg se smjestila arhitektura, ili Meštrovićev Zdenac života koji je skulptura fontana (obrnuto od skulpture koja je obično bila ukras za fontanu, ovdje je fontana dodana skulpturi).

## Vanjske poveznice
- Likovna umjetnost
- Povijest kiparstva
- Zapadna umjetnost